# فرنسيس أو. ويلكوكس
فرنسيس أو. ويلكوكس (بالإنجليزية: Francis O. Wilcox)‏ هو بيروقراطي أمريكي، ولد في 9 أبريل 1908، وتوفي في 1961.